# Nova Esperança do Piriá
Nova Esperança do Piriá è un comune del Brasile nello Stato del Pará, parte della mesoregione del Nordeste Paraense e della microregione del Guamá.